# The Scarlet Letter (film 1911)
The Scarlet Letter è un cortometraggio muto del 1911 diretto da Joseph W. Smiley e George Loane Tucker. Una delle numerose versioni cinematografiche del romanzo di Nathaniel Hawthorne. In questo adattamento, sceneggiato da Herbert Brenon, il ruolo di Hester Prynne è ricoperto da Lucille Young.

## Trama
Nel 1642, nel Massachusetts, Hester Prynne viene marchiata dalla comunità puritana in cui vive con la A, una lettera scarlatta che denuncia chi la porta come adultera.

## Produzione
Il film fu prodotto dall'Independent Moving Pictures Co. of America (IMP).

## Distribuzione
Il film - un cortometraggio in una bobina - uscì nelle sale il 27 aprile 1911, distribuito dalla Motion Picture Distributors and Sales Company.